# Килби, Джек
Джек Сен-Клер Ки́лби (англ. Jack St. Clair Kilby, 8 ноября 1923 года, Джефферсон-Сити — 20 июня 2005, Даллас) — американский учёный. Лауреат Нобелевской премии по физике 2000 года за изобретение интегральной схемы в 1958 году в период работы в Texas Instruments (TI). Также он — изобретатель карманного калькулятора и термопринтера (1967).

## Биография
Родился в городе Джефферсон-Сити (штат Миссури, США). Окончил школу Great Bend High School (англ.) в Грейт-Бенде (англ. штат Канзас). Получил степень бакалавра в Иллинойском университете в Урбане-Шампейне. В 1947 году получил степень магистра по электротехнике в Университете Висконсина-Милуоки, параллельно работал в компании Centralab в Милуоки.
С 1958 по 1983 годы работал в компании Texas Instruments в Далласе. В 1978—1985 годах — профессор Техасского сельскохозяйственного и машиностроительного университета.
Член Национальной инженерной академии США (1967). Национальная научная медаль США (1969).